# 天津瑞蚨祥绸布店
天津瑞蚨祥绸布店是天津老店“八大祥”之一。坐落在天津老城城北，现红桥区估衣街44號，该建筑目前是天津市文物保护单位和重点保护等级历史风貌建筑。

## 历史
天津瑞蚨祥绸布店于1908年开业，由山东人孟鸿升开办，绸布店最初的店址在天津老城北门外竹竿巷，后来又在锅店街和估衣街等处开设分店。二十世纪九十年代，由于经营理念滞后，天津瑞蚨祥鸿记绸布店停止经营。瑞蚨绸布店的二层小楼被保存下来。

## 建筑
天津瑞蚨祥绸布店为二层砖木结构楼房，“瑞蚨祥”的金字匾额正对着大门。左书“至诚至上 货真价实”，右书“言无二价 童叟无欺”。建筑内部店堂宽阔，内部装饰品精美。
　

## 内部链接
- 瑞蚨祥
- 天津谦祥益绸布店